# SYGADE
Le SYGADE (ou Système de gestion et d’analyse de la dette) est l'acronyme et le nom d'un programme (et d'un logiciel) développés par la CNUCED (Conférence des Nations unies sur le commerce et le développement ; organe subsidiaire des Nations unies) pour renforcer les capacités de gestion de la dette pour les pays dits "en développement". 
Le logiciel doit aider les gouvernements de ces pays à renforcer les compétences et qualifications des personnels des structures institutionnelles et administratives chargées de gérer la dette (meilleure gestion des finances, de la dette et parfois rééchelonnement ou un allégement de la dette).
En 2009, la CNUCED, via ce programme, collabore directement avec 65 pays « pour la gestion quotidienne de leur dette ».  

Ces 65 pays représentaient environ 40 % de la dette publique

## Accompagnement par l'ONU
L'ONU soutient des projets de renforcement des capacités dans 46 pays (2009) pour notamment dispenser à plus de 1 000 fonctionnaires une formation à la validation des données sur la dette et à l’établissement de bulletins statistiques crédibles et précis.
Selon l'ONU, il s'agit aussi de répondre à la Déclaration du Millénaire (ONU) et réduire la pauvreté (de moitié en Afrique, d'ici 2015).
Des rapports tels que celui du Secrétaire général sur le règlement durable du problème de la dette des pays en développement ou  celui sur les effets des crises financière et économique sur la viabilité de la dette des pays en développement ont aidé ceux-ci à améliorer leur position débitrice. 

Un projet de promotion de prêts et d'emprunts souverains responsables est financé par le Gouvernement norvégien pour aller vers un endettement soutenable (grâce à des travaux de recherche et d’analyse, à des directives et à la mise en place de groupes consultatifs).